# История почты и почтовых марок Абхазии
История почты и почтовых марок Абхазии подразделяется на периоды, соответствующие почтовым системам государств, в составе которых находилась данная территория (Российская империя, СССР, Грузия), и вначале непризнанной, а ныне частично признанной Республики Абхазии (с 1994). Собственные почтовые марки Абхазии выходят с 1993 года, но их легитимность подвергалась сомнению до официального провозглашения государственного суверенитета в 2008 году. Современным почтовым оператором республики выступает государственная компания «Апснеимадара» («Абхазсвязь»).

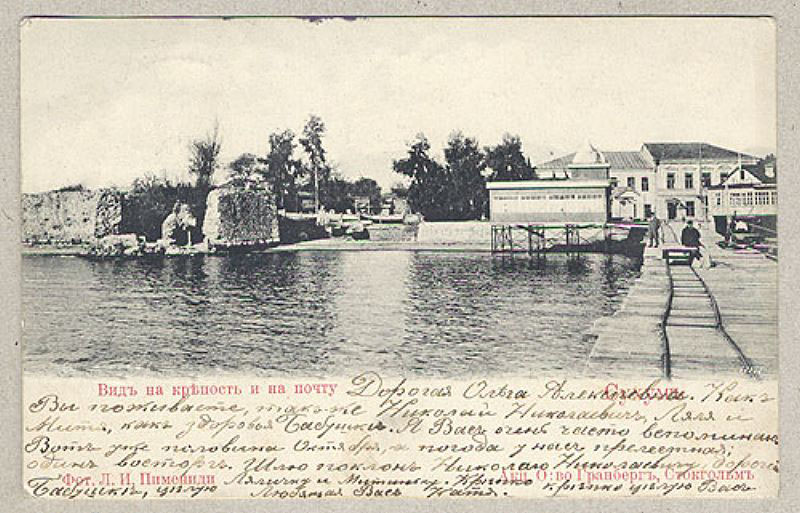
Прошедшая почту дореволюционная российская открытка с видом на здание городского почтового отделения и крепость в Сухуми

## Развитие почты

### До провозглашения независимости
До 1917 года на абхазских землях действовала почтовая служба Российской империи и для оплаты корреспонденции использовались общероссийские знаки почтовой оплаты.
На протяжении почти всего XX века (1922—1990) Абхазия являлась автономной республикой в составе Грузинской ССР (вначале Социалистическая Советская Республика Абхазия, 1921—1931, затем Абхазская Автономная Советская Социалистическая Республика, 1931—1991) и обслуживалась почтой Советского Союза.
В почтовом обращении в этот период находились знаки почтовой оплаты СССР. Среди них были почтовые марки, художественные маркированные конверты и другие цельные вещи, на рисунках которых были представлены сюжеты, связанные с Абхазией.

Абхазия на почтовых марках СССР
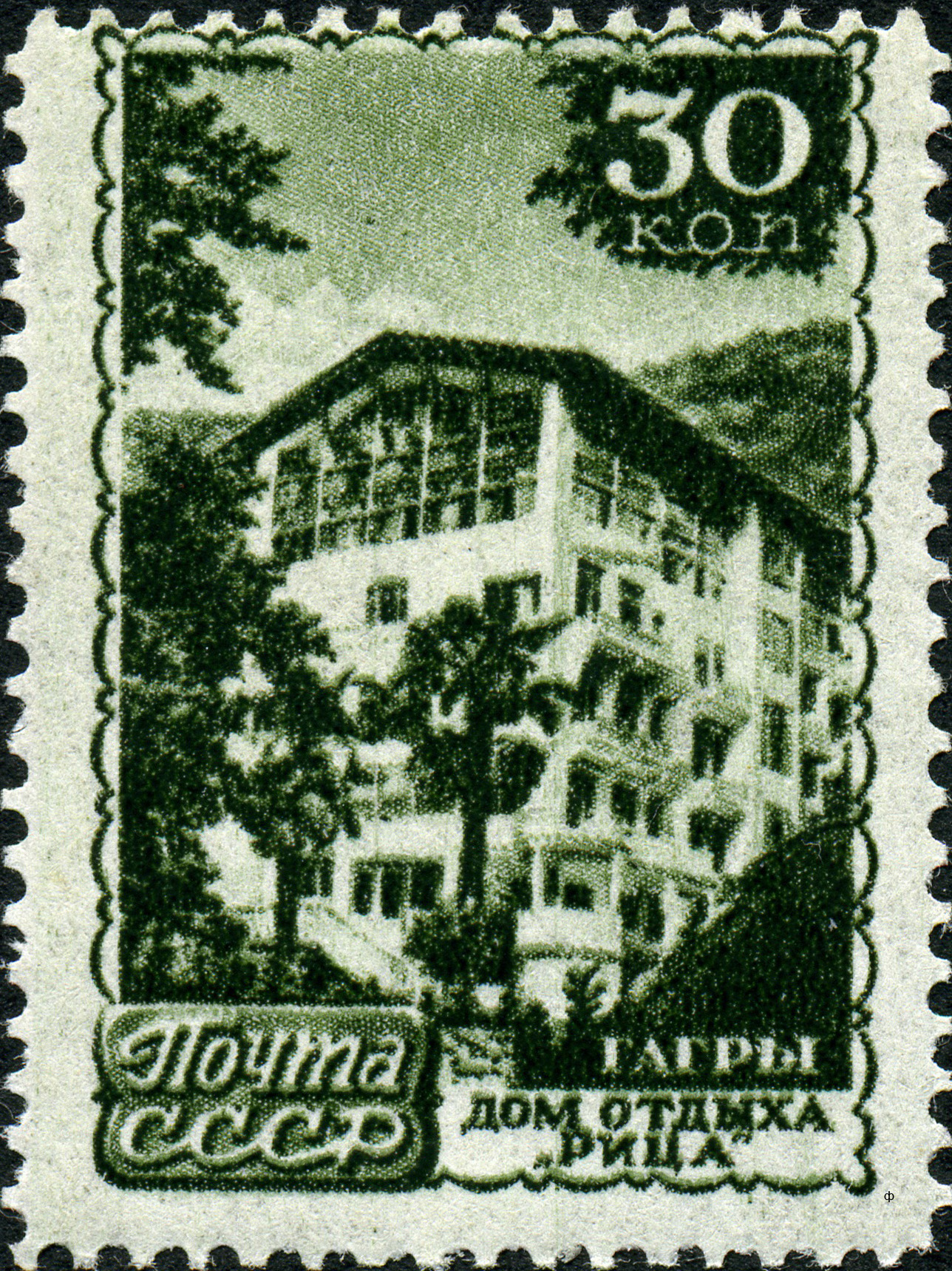
1947: Абхазская АССР. Гагры. Дом отдыха «Рица» (ЦФА [АО «Марка»] № 1191)
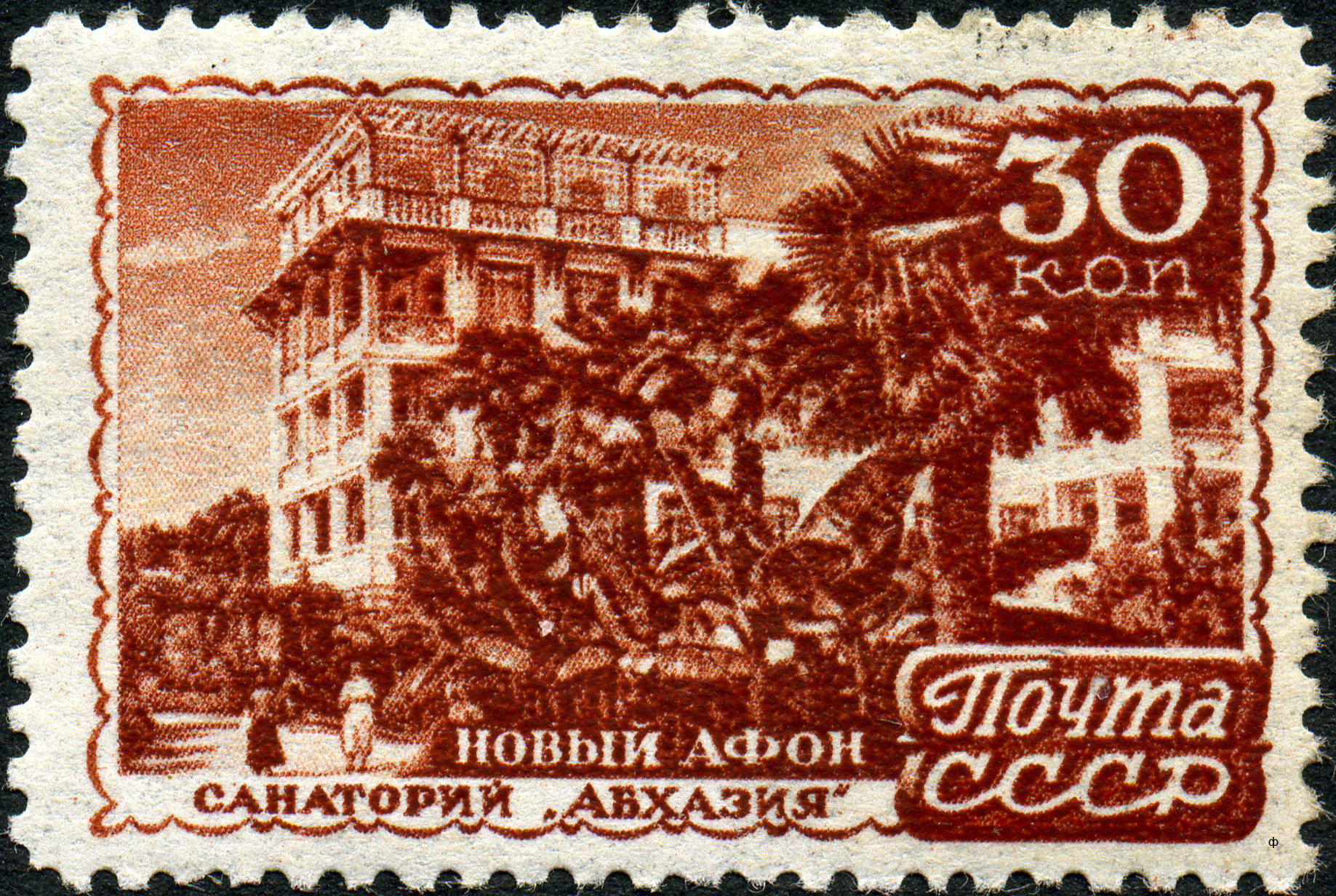
1947: Абхазская АССР. Новый Афон. Санаторий «Абхазия» (ЦФА [АО «Марка»] № 1192)
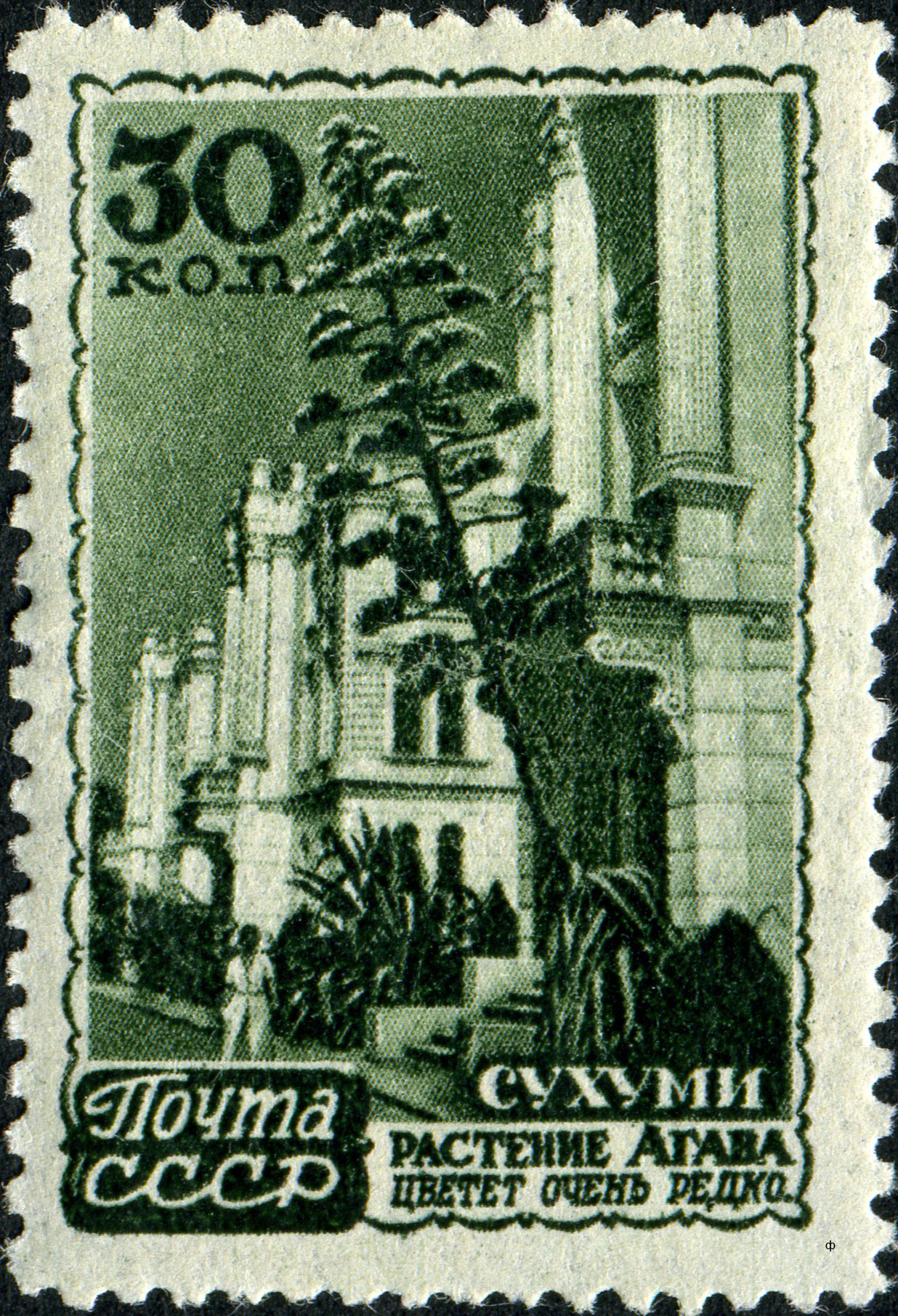
1947: Абхазская АССР. Сухуми (ЦФА [АО «Марка»] № 1196)
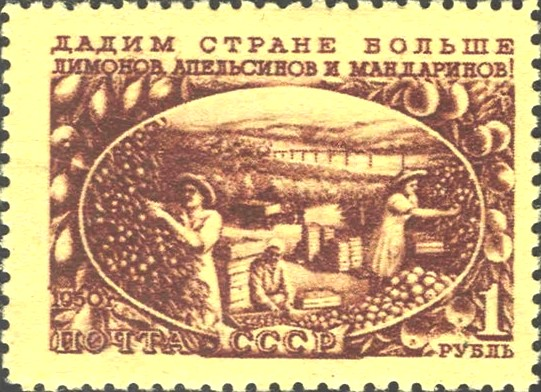
1951: «Дадим стране больше лимонов, апельсинов и мандаринов» (ЦФА [АО «Марка»] № 1620)
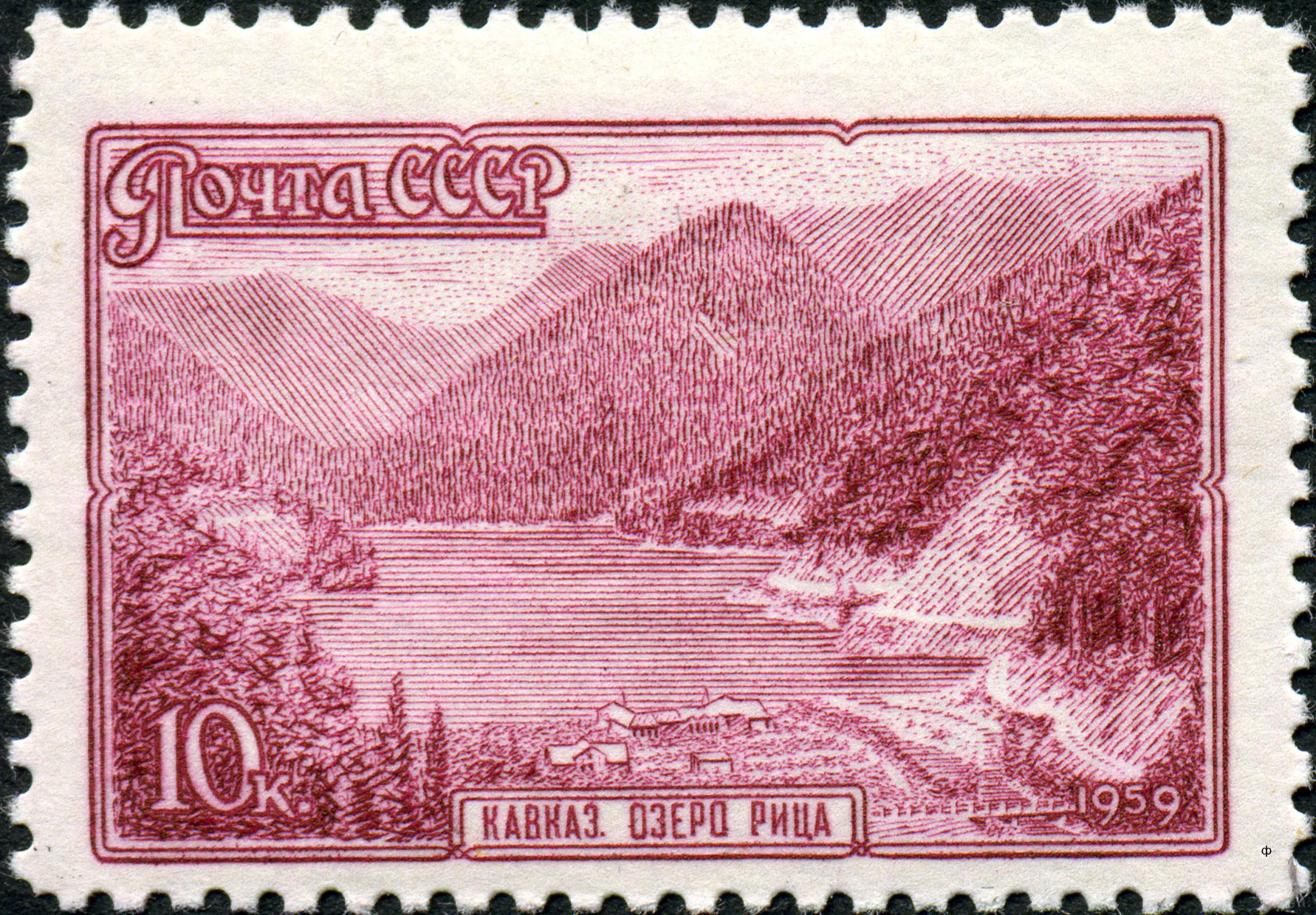
1959: Кавказ. Озеро Рица (ЦФА [АО «Марка»] № 2382)

### Современный период
В начале 1992 года грузинская почта ввела новые тарифы, согласно которым иллюстрированная почтовая карточка стоила сначала 41, а потом 73 копейки, почтовый конверт — 62 копейки. Переоценка старых запасов осуществлялась от руки надписью, реже — доклеивали марки. Часто надпись заверяли штемпелем. Известны конверты с такой переоценкой из Сухуми с датами до 20 ноября 1992 года.
Во время Грузино-абхазской войны 1992—1993 годов территория Абхазии, занятая грузинскими войсками, обслуживалась обменным пунктом почты в Тбилиси. На неоккупированной части Абхазии центром почтовой связи стал Гудаутский районный узел связи (РУС) во главе с Эдуардом Константиновичем Пилия. Письма собирали в Гудауте и отвозили в Гагры, а оттуда отправляли в Адлер и через Сочинский почтамт рассылали на общероссийских основаниях. Значительную часть частных писем пересылали с уезжающими в Россию. Письма, адресованные в Абхазию, посылались на сборные пункты Красного Креста в Сочи, оттуда их забирали и привозили в Абхазию. В Гудауте, кроме РУСа, работали только два почтовых отделения, где почту разносили по одному почтальону.
Для обеспечения связи на территории Абхазии было создано Управление связи Республики Абхазия, которое возглавил Эдуард Пилия. Позднее, уже после провозглашения независимости Абхазии, была создана собственная почтовая служба в лице государственной компании «Апснеимадара» («Абхазсвязь»), первым генеральным директором которой был также Э. К. Пилия (до мая 2010 года). В работе абхазской почты имеются определённые трудности. Почтовые отправления в Абхазию не доставляются. Отправители адресуют направляемые в республику письма, бандероли и посылки весом не более 3 кг на почтовый ящик № 1455 почтамта в Сочи и абонентский ящик в Адлере, куда дважды в неделю за ними приезжает сотрудник «Абхазсвязи» и перевозит письма в Абхазию. К 2011 году узлы связи в Абхазии работали в Гудаутском, Гулрыпшском, Очамчырском, Ткуарчалском и Галском районах.
Подписанием 9 октября 2009 года Протокола о намерениях между ФГУП «Почта России» и госкомпанией «Абхазсвязь» было закреплено более тесное взаимодействие почтовых ведомств Абхазии и России. В частности, предусмотрено оказание «Почтой России» консультационных услуг и методической помощи в организации и развитии почтовой инфраструктуры ГК «Абхазсвязь», расширение спектра и повышение качества почтовых услуг и разработка нормативов в области почтовой связи.

## Индексы[11]
- 384900 — Сухум
- 384840 — Новый Афон
- 384480 — после Нового Афона в сторону Сухум
- 384870 — Гагра
- 384850 — Гудаута
- 384960 — Гулрыпш
- 384820 — Очамчыра
- 384800 — Гал
- 384830 — Ткуарчал
- 354000 — Пицунда

## Выпуски почтовых марок

### Первые марки

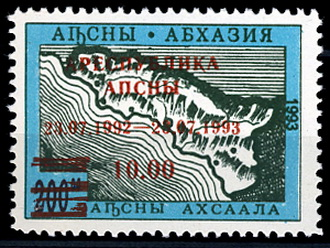
Первая коммеморативная марка Абхазии (1993)

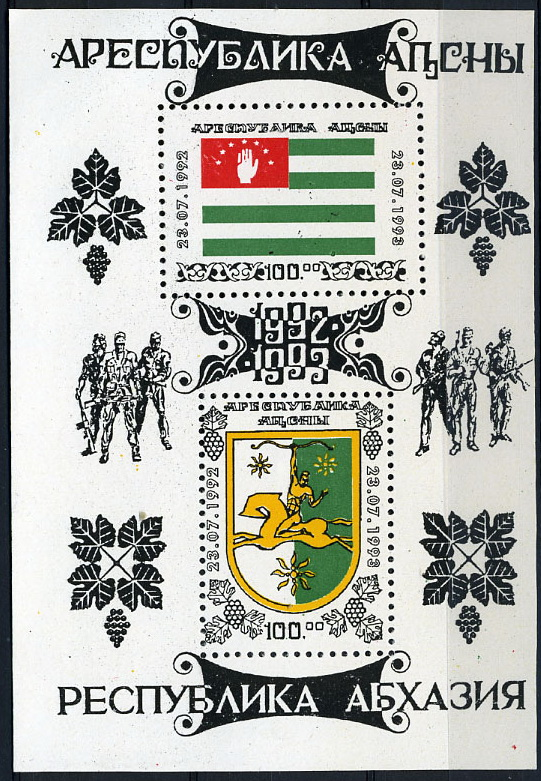
Первый почтовый блок Абхазии (1993)

1 декабря 1992 года американская издательская фирма Stratford Stamps Company, в лице её президента А. Гуревича, подписала договор с заместителем председателя Совета Министров Абхазии, о бесплатном издании первых марок Абхазии с использованием символики республики. При этом фирма выставила ряд условий, большая часть которых оказалась неприемлемой. Так, фирме для реализации должна была оставаться половина тиража, тематика выпускаемых марок также определялась фирмой. Кроме того планировались такие акции, как фиктивное гашение марок в США, издание буклетов и сувениров. Поступление выпускаемых фирмой марок в Абхазию планировалось только через три месяца после их издания, фирма оставляла за собой контроль за реализацией марок и т. д.
Первые марки непризнанной Республики Абхазии появились 25 июня 1993 года, ещё до провозглашения суверенного государства в 1994 году. Их выпуск организовал Э. К. Пилия, тогдашний начальник Управления связи республики. Это была серия стандартных марок из четырёх номиналов в зубцовом и беззубцовом исполнении. Художник миниатюр А. Мальцев подготовил для них два сюжета — изображение ястреба-перепелятника (5 и 10 рублей) и карту Абхазии (50 и 200 рублей). Номиналы марок соответствовали существовавшим в Абхазии до ноября 1993 года тарифам: 5 рублей — местная открытка, 10 рублей — местное письмо, 50 рублей — письмо в Россию, 200 рублей — завышенный тариф, запланированный на инфляцию (эту марку позднее надпечатали с уменьшением номинала). Сюжеты миниатюр были утверждены 10 июня 1993 года. 24 июня Э. К. Пилия издал приказ № 2 по Управлению связи Республики Абхазия, согласно которому выпущенные знаки почтовой оплаты, начиная с 25 июня, «обязательны к принятию всеми почтовыми отделениями связи Республики Абхазия». Однако в этот день из Гудауты ушло лишь несколько писем, оплаченных новыми марками.
23 июля 1993 года к первой годовщине суверенитета республики была выпущена первая коммеморативная марка Абхазии. Она представляла собой красную типографскую надпечатку текста абх. «Ареспублика / Аҧсны / 23.07.1992 — 23.07.1993» и нового номинала на марке номиналом 200 рублей первого выпуска.
В сентябре 1993 года вышла памятная серия в честь первой годовщины независимости республики, состоящая из двух марок и почтового блока. Автор марок — художник В. К. Бульков изобразил на миниатюрах флаг и герб Абхазии. Серию планировалось издать 10 сентября, однако по приказу № 3 Управления связи они вышли 14 сентября.
В почтовое обращение марки первых трёх выпусков поступили лишь 20 сентября 1993 года на почте города Гудауты. В этот же день на территории Абхазии было прекращено хождение переоценённых марок СССР.
В 1993 году Управление связи Абхазии приняло программу, в которой, в частности, были указано следующее:
- абхазская почта должна вести жёсткую эмиссионную политику с ограниченным числом выпусков, но достаточно большими тиражами;
- значительная часть тиражей должна идти на нужды почты, потребности которой определяют число эмиссий;
- исключается выпуск марок с искусственно ограниченным тиражом, в качестве исключения допускаются надпечатки;
- марки издаются в соответствии с установленными требованиями Всемирного почтового союза почтовыми тарифами.

В документе также определялась система приказов об издании марок.

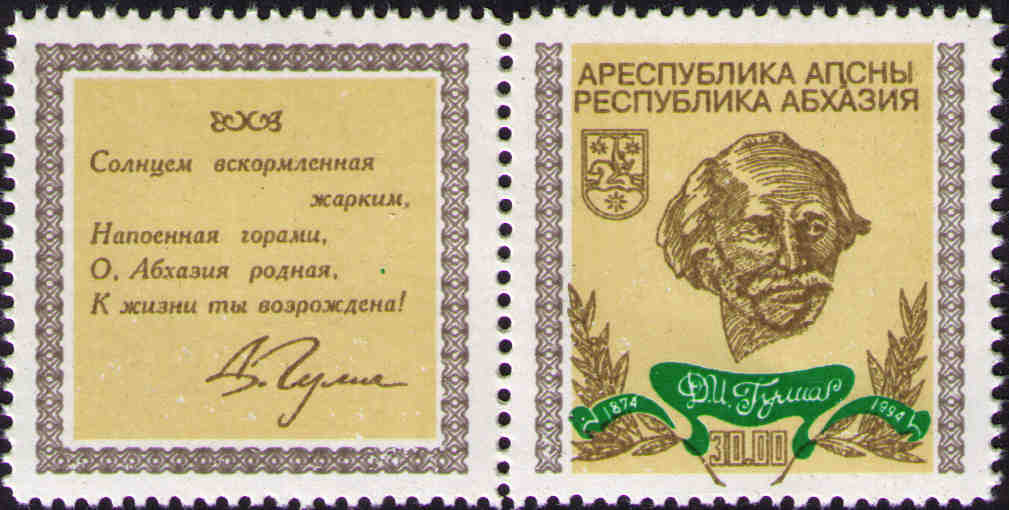
Абхазский поэт Дмитрий Гулиа на марке Абхазии с купоном (1994)

В 1993 году последовало ещё несколько эмиссий марок самопровозглашённой республики:
- 27 октября — одна марка и малый лист к чемпионату мира по шахматам,
- 2 декабря — восемь стандартных марок с гербом Абхазии.

До принятия Конституции Республики Абхазия 26 ноября 1994 года, даты, считающейся днём провозглашения независимости современной Абхазии, было сделано ещё несколько выпусков:
- 19 января — 120-летие со дня рождения абхазского поэта Д. Гулиа[19],
- 19 января — фауна Абхазии.

### Последующие эмиссии

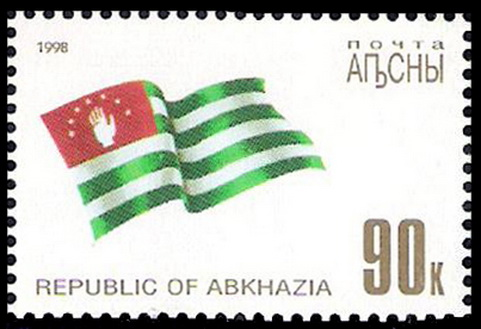
Стандартная марка Абхазии (1998)

Начиная с ранних выпусков 1993—1994 годов государственной почтовой компанией «Апснеимадара» эмитировано уже более 300 абхазских марок, посвящённых общественным и государственным деятелям, важным событиям в истории Абхазии, её флоре и фауне, её символике и государственным наградам, православным памятникам.
29 августа 2008 года, вскоре после официального провозглашения государственного суверенитета, вышла в обращение первая почтовая марка Республики Абхазия как частично признанного государства. Она была выпущена в честь Миротворческих сил России. Сюжеты других марок, печатавшихся в 2008 году, были посвящены Абхазскому царству VIII века, проводимому в Пицунде ежегодному фестивалю классической музыки «Хибла Герзмава приглашает», V всемирному конгрессу абхазо-абазинского народа (абаза), 15-летию победы и независимости Абхазии.
По состоянию на июнь 2011 года, всего, начиная с 1993 года, вышло около 300 абхазских марок. В июне 2011 года по заказу оргкомитета чемпионата мира по домино, который проводился в Сухуме, были подготовлены марки с логотипом и талисманом соревнований. Первые марки были вручены участникам и организаторам чемпионата, а затем продавались всем желающим. Дополнительно на Сухумском почтамте было организовано спецгашение марок и конвертов.

### Статус марок

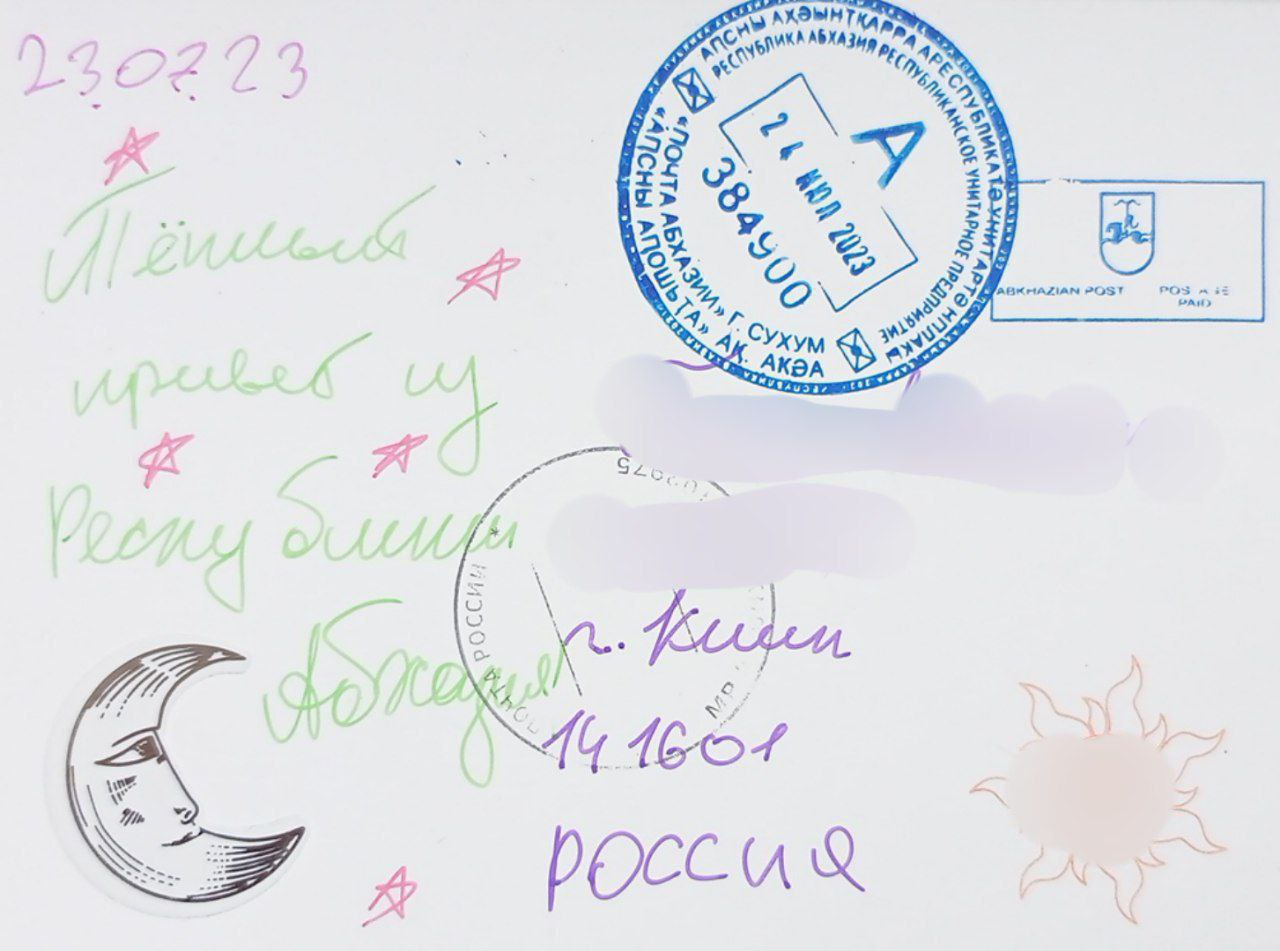
Почтовая карточка (открытка) отправленная из Сухума в Россию. 2023 год. Почтовые марки России не используются.

Выпускаемые Абхазией марки находятся в обращении только на территории республики. Ими франкируется лишь местная корреспонденция, по состоянию на 2010 год года для почтовых оправлений в Россию и другие страны необходимо доклеивать российские марки согласно действующим тарифам, что можно было сделать на месте в самой Абхазии.
Грузинская сторона отказывается признавать абхазские марки легитимными, и ВПС пока также не рассматривает их таковыми. Марки Абхазии не включаются в такие каталоги почтовых марок, как «Скотт».

## Почтовые конверты
Первый конверт с флагом Республики Абхазия вышел в 1993 году. Это был немаркированный конверт, изготовленный на Ряжской фабрике Гознака. В настоящее время этот конверт является большой редкостью. В апреле 2011 года абхазская почта выпустила первые почтовые конверты. На них была изображена государственная символика Абхазии. Конверты были изготовлены в Санкт-Петербурге.

## Фальсификации

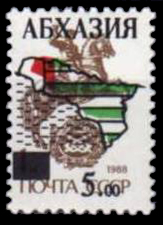
«Марка», выпущенная фирмой Stratford Stamps Company от имени Абхазии, 1993

Существуют нелегитимные выпуски псевдомарок Абхазии, которые печатаются в спекулятивных целях. Так, например, весной 1993 года на трёх марках СССР из серии «Маяки» появилась надпечатка искажённого изображения герба республики и надписи «Абхазия». Позднее вышли три маркоподобные виньетки с этим же рисунком на белой мелованной бумаге без зубцов.
В августе 1993 года в продаже появились марки, изготовленные издательской фирмой Stratford Stamps Company от имени Абхазии, которые не были признаны абхазской почтой. Они представляли собой цветные надпечатки на марках 13-го стандартного выпуска СССР в виде карты-флага Абхазии, когда контур абхазской территории «вырезался» из национального флага. Всего было выпущено три такие марки с надпечатками новых номиналов: «5.00» на 1 копейке, «50» на 2 коп. и «250» на 7 коп. На нижнем поле марочного листа красной краской ставилась дата — «15.03.1993». Были также изданы надпечатки в виде больших карт, которые покрывали блок из девяти (3 × 3) смежных марок. Кроме основных вариантов этого выпуска, филателистам предлагались перевёртки и недопечатки различных цветов. В декабре 1993 года появились подделки «под почту», выполненные в Москве. Марки Stratford Stamps Company наклеивались на конверты и гасились фальшивыми штемпелями Гудауты и Сухума.
О другом спекулятивно-фантастическом абхазском выпуске, распространявшемся на рынке «Международным обществом коллекционеров» (International Collectors Society), фирмой, базирующейся в Мэриленде (США), сообщала в 1995 году газета «Нью-Йорк Таймс». Речь шла о блоке с двумя псевдомарками — с портретами американского комика Граучо Маркса и английского рок-музыканта Джона Леннона. Эти фальшивые марки обыгрывали сходство фамилий двух знаменитых артистов c не менее известными фамилиями Карла Маркса и Владимира Ленина. Владелец фирмы утверждал, что не знает, кто напечатал эти, по его мнению, «подлинные» знаки почтовой оплаты Абхазии. Интересно, что к каждому такому «почтовому блоку» прилагался номерной сертификат аутентичности, выписанный «Международным обществом коллекционеров». Известно, что именно эта компания в том же 1995 году была замешана в судебном скандале, связанном с изданием от имени Чада серии марок о группе «Битлз». По данным компании Bloomberg, фирма International Collectors Society LP является подразделением ведущей филателистической торговой компании США «Мистик Стэмп Компани» (англ. Mystic Stamp Company).
Американское филателистическое издание Linn's Stamp News констатирует, что многие красочные марки и блоки, выпущенные якобы от имени Абхазии и предлагаемые на рынке начиная с 1995 года в качестве местных выпусков, являются на самом деле фальсификатами и изготовлены частными лицами для продажи коллекционерам.
Почтовые власти Грузии неоднократно направляли в руководящие органы ВПС информацию о фальшивых марках, изданных от имени Абхазии. На одной из таких спекулятивных миниатюр даже изображены президент США Билл Клинтон и стажёрка Моника Левински, ставшие в 1998 году главными фигурантами скандала в Белом доме.